# 고자이 양민 학살 사건
고자이 양민학살 사건은 1966년 2월 26일 베트남 빈딘성 떠이선현 고자이 마을 주민들이 대량학살 당하여 380명이 죽은 사건이다. 한국군 맹호부대가 학살을 진행했다고 알려져 있으나, 위령탑 뒤편 회랑에 그려진 '무서운 한국군의 모습' 역시 마크를 보면 맹호부대가 아니라 남베트남의 레인저 부대 마크와 유사해서 남베트남군이 자행했다는 논란이 있다. 그러나, 마크의 세부적인 디자인에 관한 기억은 충분히 기억력에 의해 바뀔 수 있는 내용이기에 한국군이 소행이 아니라는 완벽한 반박이 되지는 않는다.

## 학살설측 주장
1966년 2월 26일, 베트남 남부 빈딘성 떠이선현 타이빈 마을 안빈 취락을 방문한 한국 육군 소속의 맹호부대(현 수도기계화보병사단)가 주민 380명을 모아 놓고 한 시간만에 한 사람도 남김없이 학살했다는 주장이다. 맹호부대는 고자이 양민 학살 사건과 병행하여 빈안 마을 부근 타이빈 마을에서 1,200명을 학살하는 타이빈 양민 학살 사건도 벌였다고 주장하고 있다.

## 학살 부정측 주장
고자이 마을에서 일어난 학살사건의 원인이 맹호부대가 아닌 다른 군대에 의한 학살이라는 주장이 제기되었다. 우선 마을의 벽화에 학살자로 묘사된 군인은 오른팔에 견장을 붙인 것으로 묘사되었는데 이는 당대의 베트남 공화국 군대의 특성이며, 한국군은 왼팔에 부대 견장을 붙인다. 이밖에도 벽화에 묘사된 군인의 모습이 외견상 베트남인과 유사하며 한국인으로 단정할 근거가 없다는 것이다.
또한 가해자 측의 증언을 살펴보지 않는 등 교차검증이 부실하다는 것도 문제로 꼽힌다. 맹호부대에 의한 학살을 주장하는 측에서는 가해자로 여겨지는 당시의 맹호부대의 지휘관이나 관계자들을 만나서 학살 행위가 이루어졌다는 증거를 확보하지 않았다는 것이다.

## 같이 보기
- 퐁니·퐁넛 양민학살 사건
- 미라이 학살
- 빈호아 학살
- 하미 마을 학살 사건